# Pulau Kapalai
Pulau Kapalai ist eine zu Malaysia gehörende Insel in der Celebessee. Die Insel gehört zum bekannten Tauchgebiet vor Semporna und liegt etwa 15 Kilometer von der Insel Pulau Sipadan entfernt.

## Beschreibung
Pulau Kapalai ist eine schmale, von Buschwerk bedeckte Insel. Ursprünglich bis zu zwölf Meter über dem Meeresspiegel stehend, wurde die Insel in den letzten 200 Jahren durch Erosion stark abgetragen und erhebt sich heute nur noch als schmaler Sandstreifen über den Meeresspiegel. An der Nordostseite schließt sich ein Riff an, das sich in Richtung der Insel Mabul erstreckt.
Pulau Kapalai gehört zusammen mit den Inseln Pulau Danawan, Pulau Mabul, Pulau Ligitan, Pulau Si Amil und Pulau Sipadan zur sogenannten „Ligitan-Gruppe“.